# Giuseppe Vairo
Giuseppe Vairo (Felizzano, 4 marzo 1922 – Felizzano, 23 dicembre 1947) è stato un calciatore italiano, di ruolo centrocampista.

## Carriera
Cresciuto nel Felizzano, passa poi nel vivaio del Torino. Esordisce in Serie A nel campionato 1939-1940, nella vittoria interna per 3-1 contro il Genova 1893 del 2 giugno 1940 e nelle annate successive rimane in forza alla squadra granata, venendo impiegato esclusivamente con la squadra riserve o in Coppa Italia. Nel periodo torinista viene anche convocato nella rappresentativa nazionale della Gioventù Italiana del Littorio. Nel maggio 1943 si trasferisce temporaneamente al Casale, con cui disputa la Coppa Fiorini.
Durante l'interruzione bellica dei campionati torna al Casale, impegnato nel Campionato Alta Italia 1944: con i nerostellati disputa 6 partite nel girone ligure-piemontese. Tornato al Torino, nel settembre 1945 passa all'Alessandria, che lo gira immediatamente al Piacenza, militante nel campionato di Serie B-C Alta Italia 1945-1946. Vi rimane per due annate tra i cadetti: titolare nella prima, con 19 presenze nel ruolo di mediano destro, viene relegato a riserva nella seconda, scendendo in campo in un'unica occasione.
A partire dalla primavera del 1947 iniziano a manifestarsi i primi sintomi di una grave malattia; pur formalmente riconfermato anche per la stagione 1947-1948, è costretto ad abbandonare l'attività agonistica e muore nel dicembre 1947.